# Římskokatolická farnost Ždánice
Římskokatolická farnost Ždánice je územní společenství římských katolíků s farním kostelem Nanebevzetí Panny Marie v děkanství hodonínském.

## Historie farnosti
V obci stála původně gotická kaple, která byla roku 1701 přestavěna na raně barokní kostel Nanebevzetí Panny Marie. Ten byl po vysvěcení povýšen na kostel farní. 

## Duchovní správci
Farářem byl do července 2014 R. D. ThLic. Michael Špaček, který odešel do farnosti Mikulčice. Od 1. srpna 2014 byl jako farář ustanoven R. D. Stanislav Kovář, který přišel z Moravské Nové Vsi.
Ve dnech od 6. května do začátku června 1942 ukrývali kněz Václav Kostiha (1900–1942) a kaplan František Voneš (1913–1942) na ždánické faře velitele paradesantní skupiny Zinc Oldřicha Pechala a jeho příbuzného Cyrilla Žižlavského. Zaplatili za to životem – v závěru června byli zatčeni a 1. července 1942 popraveni v Kounicových kolejích v Brně.

## Bohoslužby
| Kostel                  | Místo   | Bohoslužba (den)                     | Hodina                            | Poznámka     |
| ----------------------- | ------- | ------------------------------------ | --------------------------------- | ------------ |
| Nanebevzetí Panny Marie | Ždánice | neděle pondělí středa čtvrtek sobota | 7.45, 10.30 18.00 7.00 18.00 7.00 | Farní kostel |

## Aktivity ve farnosti
Na 25. duben připadá Den vzájemných modliteb farností za bohoslovce a bohoslovců za farnosti brněnské diecéze. Adorační den se koná 31. července.
Ve farnosti se pravidelně pořádá tříkrálová sbírka. V roce 2014 se při ní vybralo 49 727 korun, o rok později 53 396 korun.V roce 2016 se při sbírce vybralo 56 544 korun. 